# Ниоба (Софокл)
«Ниоба» (др.-греч. Νιόβη) — трагедия древнегреческого драматурга Софокла (V век до н. э.) на тему фиванских мифов, текст которой утрачен за исключением нескольких коротких отрывков.
Центральный персонаж пьесы — Ниоба, жена царя Фив Амфиона, которая похвалялась перед богиней Артемидой своим многочисленным потомством и за это была жестоко наказана. Благодаря уцелевшему отрывку античного предисловия к трагедии известно, как именно Софокл интерпретировал классический сюжет. В его изложении Аполлон отомстил за оскорбление сестры, перебив всех сыновей Ниобы на охоте. Тогда царица заперла дочерей в доме. Амфион вызвал Аполлона на поединок, погиб от его стрелы, а потом Артемида убила дочерей Ниобы. Предположительно брат Амфиона Зеф пытался утешить главную героиню рассказом о бренности всего земного.
От текста трагедии остался только набор цитат, приведённых античными писателями. В XX веке к ним добавились фрагменты, найденные на обрывках папирусов.